# Rychnów (gromada w powiecie myśliborskim)
Rychnów – dawna gromada, czyli najmniejsza jednostka podziału terytorialnego Polskiej Rzeczypospolitej Ludowej w latach 1954–1972.
Gromady, z gromadzkimi radami narodowymi (GRN) jako organami władzy najniższego stopnia na wsi, funkcjonowały od reformy reorganizującej administrację wiejską przeprowadzonej jesienią 1954 do momentu ich zniesienia z dniem 1 stycznia 1973, tym samym wypierając organizację gminną w latach 1954–1972.
Gromadę Rychnów z siedzibą GRN w Rychnowie utworzono – jako jedną z 8759 gromad na obszarze Polski – w powiecie myśliborskim w woj. szczecińskim na mocy uchwały nr V/47/54 WRN w Szczecinie z dnia 5 października 1954. W skład jednostki weszły obszary dotychczasowych gromad Kinice i Rychnów ze zniesionej gminy Karsko oraz obszar dotychczasowej gromady Dzikowo (bez miejscowości Dzikówko i Wiewiórki) ze zniesionej gminy Barlinek w tymże powiecie. Dla gromady ustalono 10 członków gromadzkiej rady narodowej.
1 stycznia 1962 gromadę zniesiono, a jej obszar włączono do gromad Karsko (miejscowości Ulejno, Kinice i Chojeniec) i Barlinek (miejscowości Dzikowiec, Dzikowo, Kryń, Luble, Piaśnica, Pustać, Rychnów, Rychnówek, Skorce i Słonki) w tymże powiecie.